# Malayalamfolket
Malayalamfolket, eller malayalee (malayalam: മലയാളി), även keraliter, är en etno-lingustisk folkgrupp i södra Indien. De talar det dravidiska språket malayalam. De allra flesta bor i delstaten Kerala, som bildades 1956 när Indiens administrativa uppdelning organiserades om med utgångspunkt från språk.
Huvuddelen av Keralas invånare tillhör malayalamfolket. Ungefär hälften av dem livnär sig på jordbruk (2009). Befolkningen i Kerala har i genomsnitt högre utbildning och längre förväntad livslängd än i övriga Indien. Malayalamfolket inordnades i det hinduiska kastsystemet senare än de flesta andra indiska folk, och i deras sedvänjor finns det rester av ett tidigare matrilineärt släktskapssystem. Drygt hälften av folket är hinduer, 20–25 procent är muslimer respektive kristna (syro-malabariska kyrkan), och det finns också en mindre grupp judar som anses ha levt där enda sedan antiken.
De uppgår till cirka 35 757 100 personer.[när?][källa behövs]